# خوسيه دومون
خوسيه دومون (بالبرتغالية: José Dumont‏) هو ممثل برازيلي، ولد في 1 يوليو 1950 في البرازيل.

## أعمال

### أفلام
- (2001) خلف الشمس[3]

## وصلات خارجية
- خوسيه دومون على موقع IMDb (الإنجليزية)
- خوسيه دومون على موقع ألو سيني (الفرنسية)
- خوسيه دومون على موقع ميوزك برينز (الإنجليزية)
- خوسيه دومون على موقع قاعدة بيانات الفيلم (الإنجليزية)